# Glandas Toussaint
Pour les articles homonymes, voir Toussaint.
Glandas Toussaint (Glandas Marie Erick Toussaint), né le 19 mai 1965 à Grande Savane dans le département de l'ouest en Haïti est un évêque haïtien, évêque de Jacmel (Haïti) depuis 2018.

## Biographie
Il est ordonné prêtre le 13 novembre 1994 pour le diocèse de Port-au-Prince. 
Benoît XVI le nomme évêque titulaire de Senez et évêque auxiliaire de Port-au-Prince le 12 janvier 2011, un an jour pour jour après le séisme qui a ravagé la ville. Le même jour, il nomme également Guire Poulard archevêque de Port-au-Prince en remplacement de Joseph Miot tué lors du tremblement de terre. 
Le 8 décembre 2017, il est nomme évêque de Jacmel.        